# 臺中市第十二期市地重劃區
臺中市第十二期市地重劃區（簡稱十二期重劃區，官方稱十二期福星市地重劃區），位於臺灣臺中市西屯區內，是臺中市政府規劃的市地重劃區之一。鄰近僑光科技大學、逢甲大學、逢甲商圈及水湳經貿園區。

## 地理範圍
西臨環中路二段，分為南、北兩區：
- 南：東臨黎明路三段，南起臺灣大道三段，北至福科路北側之巷道。
- 北：東臨文華路，南起福星路－福星西路，北至福星北路。
- 南北兩區間之重劃區範圍僅包含環中路二段之路權，亦即較早開發之西屯路三段沿線區域並非本重劃區之範圍。

## 區內建設
- 西苑高中

## 交通

### 主要道路
橫向
- 臺灣大道三段
- 青海路二段
- 福科路
- 漢翔路

縱向
- 黎明路三段
- 環中路二段

### 大眾運輸
- 臺中市公車[2]
  - 全航客運：5、199
  - 台中客運：8、28、29、33、35、54、藍9
  - 中台灣客運：25、37、125
  - 仁友客運：45
  - 統聯客運：63（聯營）、79、藍13
  - 豐原客運：63（聯營）、228、229
  - 東南客運：67、
  - 巨業交通：68、167
  - 和欣客運：160（高鐵快捷公車）